# Еллісбург (Нью-Йорк)
Еллісбург (англ. Ellisburg) — місто (англ. town) в США, в окрузі Джефферсон штату Нью-Йорк. Населення — 3352 особи (2020).

## Демографія
Згідно з переписом 2010 року, у місті мешкали 3474 особи в 1256 домогосподарствах у складі 934 родин. Було 1902 помешкання
Расовий склад населення:
| - 97,0 % — білих - 0,4 % — азіатів - 0,3 % — чорних або афроамериканців - 0,1 % — корінних американців |

До двох чи більше рас належало 1,4 %. Частка іспаномовних становила 2,6 % від усіх жителів.
За віковим діапазоном населення розподілялося таким чином: 26,2 % — особи молодші 18 років, 61,6 % — особи у віці 18—64 років, 12,2 % — особи у віці 65 років та старші. Медіана віку мешканця становила 38,8 року. На 100 осіб жіночої статі у місті припадало 101,4 чоловіків;  на 100 жінок у віці від 18 років та старших — 102,2 чоловіків також старших 18 років.
Середній дохід на одне домашнє господарство  становив 82 495 доларів США (медіана — 58 679), а середній дохід на одну сім'ю — 92 395 доларів (медіана — 68 156). Медіана доходів становила 47 945 доларів для чоловіків та 38 417 доларів для жінок. За межею бідності перебувало 10,6 % осіб, у тому числі 17,7 % дітей у віці до 18 років та 1,7 % осіб у віці 65 років та старших.
Цивільне працевлаштоване населення становило 1529 осіб. Основні галузі зайнятості: освіта, охорона здоров'я та соціальна допомога — 21,6 %, виробництво — 14,6 %, будівництво — 12,2 %, сільське господарство, лісництво, риболовля — 10,1 %.